# Tartus
Tartus (arabiska: طرطوس) är en stad vid medelhavskusten i västra Syrien, och är den administrativa huvudorten för provinsen Tartus. Befolkningen uppgick till 115 769 invånare vid folkräkningen 2004.

## Historia

### Feniciska Antarados
Tartus historia sträcker sig tillbaka i tiden till andra årtusendet före Kristus, då den grundades som en fenicisk koloni till Arados. Kolonin kallades för Antarados (av grekiska "Anti-Arados → Antarados", med betydelsen "Byn mitt emot Arados", d.v.s. dagens Arwad). Mycket lite är bevarat av feniciska Antarados, bosättningen på fastlandet som hörde samman med den viktigare och större boplatsen Arados, på ön strax utanför Tartus och det närliggande Amrit.

### Grekisk-romerska och bysantinska Antaradus
Staden kallades på latin för Antaradus. Biskopen Athanasios uppger att under den romerske kejsaren Konstantin den stores tid, så fördrevs Cymatius, den katolske biskopen för Antaradus och Aradus (staden utanför Antaradus kust) av anhängare till arianismen. Vid det första konciliet i Konstantinopel år 381, uppges Mocimus vara biskop för Aradus. Vid tiden för konciliet i Efesus (år 431), talar vissa källor för en Musaeus som biskop för Aradus och Antaradus, medan andra bara nämner Aradus eller bara Antaradus. Vid konciliet i Chalkedon (år 451)  var Alexander biskop av Antaradus, och Paulus biskop för Aradus, men vid ett kyrkomöte som hölls kort därföre i Antiochia, deltog Paulus som biskop över både Aradus och Antaradus. År 458 skrev Atticus, i egenskap av Aradus biskop, ett brev från biskoparna i Fenicien till den bysantinske kejsaren Leo Thrakiern där de protesterade mot mordet på patriarken Proterius av Alexandria. Theodorus, eller Theodosius, som dog 518, nämns som biskop av Antaradus i ett brev från provinsens biskopar angående Severos av Antiochia som lästes upp vid ett kyrkomöte hållet av Patriark Mennas av Konstantinopel. Beslut antagna vid det andra konciliet i Konstantinopel år 553 signerades av Asyncretius som biskopen av Aradus. Vid korstågens tid var Antaradus, då kallad Tartus eller Tortosa, ett stift inom latinska kyrkan, vars biskop också höll titeln för Aradus och Maraclea. 
Idag har staden inte längre någon residerande biskop, och listas av katolska kyrkan som ett titulärstift.
Staden gillades av Konstantin för sin hängivenhet till jungfru Maria-dyrkan. Det första kapellet tillägnat Maria sägs ha byggts här under 200-talet.

## Rysk marinbas
I Tartus ligger en rysk marinbas, vilken kom till 1971 genom ett avtal mellan Syrien och Sovjetunionen. Marinbasen fungerade som underhållsbas för den sovjetiska marinen i Medelhavet. Vid basen var 5. medelhavsdivisionen förlagd, vilken bestod av fartyg ur Norra flottan och Svartahavsflottan. I samband med upplösningen av Sovjetunionen 1991, avvecklades 5. medelhavsdivisionen och Ryssland övertog marinbasen, vilken är sedan dess en del av Svartahavsflottan. Sedan 2009 har Ryssland renoverat och muddrat hamnen för att större örlogsfartyg ska kunna anlöpa marinbasen.